# Arca de los Marfiles (San Isidoro de León)

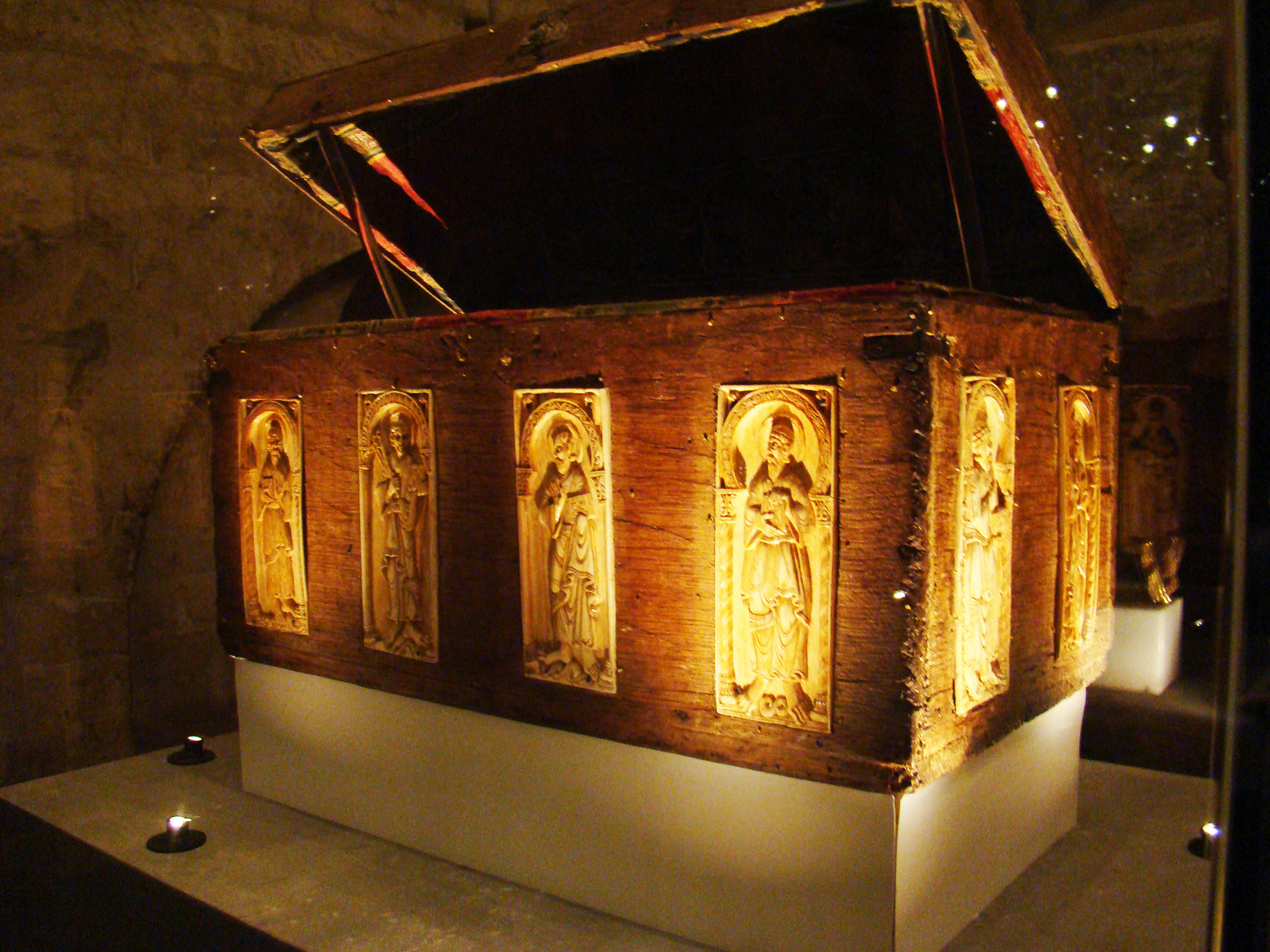
Vista general del Arca de los Marfiles.

El arca de los Marfiles, también llamada arqueta de San Isidoro de León, es la pieza más antigua que se conserva obtenida del taller de marfiles de León. Fue un encargo de los reyes leoneses Fernando I y Sancha, que entregarían como obsequio a la Colegiata de San Isidoro de León, para guardar dentro la mandíbula de San Juan Bautista (una de tantas repartidas por el mundo cristiano) y el cuerpo del niño mártir Pelayo. El arca llegó intacta hasta el siglo XIX en que las tropas napoleónicas desprendieron y robaron las partes de orfebrería, que en definitiva era lo de más valor material. Actualmente se guarda en el museo de esta colegiata.

## Descripción
La obra data de 1059. Es una caja rectangular de madera cuya tapa es una cubierta a cuatro aguas con la parte superior plana. Tiene la misma forma que las arquetas de marfil de los talleres de Cuenca. Mide 47 cm de largo por 26 de ancho. Está cubierta por 24 placas de marfil (la parte artística no desaparecida) distribuidas por los costados y por la tapa.
En los costados se reparten los 12 Apóstoles cuyas figuras se representan de pie, bajo arcos de herradura y de medio punto que se apoyan en columnas cuyos capiteles son de tema vegetal muy estilizado. Los personajes están de frente pero sus cabezas y sus manos adoptan distintas posiciones, dando así la impresión de movimiento. Sus vestiduras están perfectamente labradas con los pliegues bien dispuestos.
Sobre la parte llana de la cubierta, en el centro, hay otra placa representando la escena apocalíptica del Cordero, con tres patas sobre el libro de los siete sellos y la cuarta sujetando una cruz patada de tradición visigoda. A su alrededor y en cada ángulo están representados los símbolos del Tetramorfos. Los cuatro símbolos son seres alados. Estas alas están cinceladas con líneas paralelas en lugar de escamas, siendo las escamas una fórmula utilizada en el arte occidental europeo.
En los extremos de la tapa las placas tienen forma de triángulo en los que se representa la simbología de los cuatro ríos del Paraíso. Los personajes simbólicos van vestidos con clámide y en su mano llevan un cántaro por el que se derrama el agua. En las restantes placas están representados ángeles y arcángeles, todos con sus alas dibujadas como en el Tetramorfos.

## Testimonio
Según el testimonio de Ambrosio de Morales que tuvo acceso al arca, la caja de madera estaba revestida de una chapa de oro con trabajo de filigrana y en ella se incrustaban las placas de marfil. La chapa de oro estaba adornada con piedras preciosas. Hoy pueden verse las huellas de los arquitos y líneas dejadas en la madera por aquella placa de oro que fue arrancada en la llamada francesada.